# Pallavolo ai II Giochi panamericani - Torneo maschile
Il I campionato di pallavolo maschile ai Giochi panamericani si è svolto dal 16 al 24 marzo 1955 a Città del Messico, in Messico, durante i II Giochi panamericani. Al torneo hanno partecipato 6 squadre nazionali nordamericane e sudamericane e la vittoria finale è andata per la prima volta agli Stati Uniti.

## Squadre partecipanti
| - Brasile - Messico - Cuba - Stati Uniti - Uruguay - Venezuela |

## Girone unico

### Classifica
| Pos | Squadra     | Pt | G | V | P | SV | SP | Ratio | PF  | PS  | Ratio   |
| --- | ----------- | -- | - | - | - | -- | -- | ----- | --- | --- | ------- |
| 1   | Stati Uniti | 10 | 5 | 5 | 0 | 15 | 2  | 7.500 | 261 | 182 | 1.434   |
| 2   | Messico     | 9  | 5 | 4 | 1 | 14 | 3  | 4.667 | 265 | 178 | 1.27489 |
| 3   | Brasile     | 8  | 5 | 3 | 2 | 9  | 6  | 1.500 | 209 | 194 | 1.077   |
| 4   | Cuba        | 7  | 5 | 2 | 3 | 6  | 12 | 0.500 | 161 | 215 | 0.749   |
| 5   | Uruguay     | 6  | 5 | 1 | 4 | 6  | 13 | 0.111 | 200 | 227 | 0.656   |
| 6   | Venezuela   | 5  | 5 | 0 | 5 | 2  | 15 | 0.133 | 107 | 207 | 0.517   |

Risultati
| 16 marzo 2015 Città del Messico | Messico     | 3 - 0   | Uruguay   | 15-9 , 15-10, 15-6              |
| 16 marzo 2015 Città del Messico | Stati Uniti | 3 - 0   | Venezuela | 15-6, 15-9, 15-3                |
| 17 marzo 2015 Città del Messico | Messico     | 3 - 1   | Brasile   | 15-8 , 15-11, 11-15, 15-8       |
| 17 marzo 2015 Città del Messico | Cuba        | 3 - 2   | Uruguay   | 5-15, 15-13, 6-15, 15-7, 15-5   |
| 18 marzo 2015 Città del Messico | Stati Uniti | 3 - 0   | Brasile   | 15-6 , 15-10, 15-8              |
| 18 marzo 2015 Città del Messico | Cuba        | 3 - 1   | Venezuela |                                 |
| 20 marzo 2015 Città del Messico | Uruguay     | 3 - 1   | Venezuela | 15-5 , 15-11, 10-15, 15-8       |
| 20 marzo 2015 Città del Messico | Brasile     | 3 - 0   | Cuba      | 15-12, 15-9 , 15-13             |
| 20 marzo 2015 Città del Messico | Stati Uniti | 3 - 2   | Messico   | 3-15, 16-14, 16-18, 15-12 17-15 |
| 21 marzo 2015 Città del Messico | Stati Uniti | 3 - 0   | Uruguay   | 15-9, 17-15 , 18-16             |
| 22 marzo 2015 Città del Messico | Brasile     | 3 - 0   | Venezuela | 15-9 , 15-3, 15-11              |
| 22 marzo 2015 Città del Messico | Messico     | 3 - 0   | Cuba      | 15-4, 15-4, 15-10               |
| 23 marzo 2015 Città del Messico | Brasile     | 3 - 1   | Uruguay   | 8-15, 15-10, 15-5, 15-6         |
| 23 marzo 2015 Città del Messico | Stati Uniti | 3 - 0   | Cuba      | 15-5, 15-5, 15-8                |
| 24 marzo 2015 Città del Messico | Messico     | 3 - 1ì0 | Venezuela | 15-5, 15-5 , 15-8               |

## Classifica finale
| Classifica | Squadre     |
| ---------- | ----------- |
|            | Stati Uniti |
|            | Brasile     |
|            | Messico     |
| 4          | Cuba        |
| 5          | Uruguay     |
| 6          | Venezuela   |